# 新川町站 (愛知縣)
新川町站（日语：／ Shinkawa-machi eki */?）是位於愛知縣碧南市新川町三丁目，名古屋鐵道（名鐵）的三河線車站。車站編號為MU09。

## 歷史
- 1914年（大正3年）2月5日 - 三河鐵道刈谷新站（現時為刈谷站）至碧南站開業，此站啟用[2]。
- 1915年（大正4年）8月17日 - 此站與新川口站之間開設新川口支線（新川臨港線）[2]。
- 1941年（昭和16年）6月1日 - 三河鐵道合併至名古屋鐵道，成為名古屋鐵道三河線車站。
- 1944年（昭和19年）7月 - 車站重建[2]。
- 1955年（昭和30年）2月1日 - 新川口支線（新川臨港線）廢止，貨物在新川町站內側線進行[2]。
- 1977年（昭和52年）5月25日 - 結束貨物業務（包括新川口支線的貨物側線撤走日期不詳）[2]。
- 1985年（昭和60年）2月 - 成為特殊勤務車站（設有車站職員當值日期不詳）[2]。
- 1992年（平成4年）8月1日 - 成為無人車站[2]。由巴士公司委託業務。
- 2005年（平成17年）9月14日 - 車站可以使用交通儲值卡「Trans Pass（日语：トランパス (交通プリペイドカード)）」
- 2011年（平成23年）2月11日 - 車站可以使用「manaca」IC卡。
- 2012年（平成24年）2月29日 - 交通儲值卡「Trans Pass（日语：トランパス (交通プリペイドカード)）」的服務終止，此站也不可使用其儲值卡。

## 車站構造
車站為地面車站，設有2面2線的相對式月台。為引入了車站集中管理系統（由知立站管理）的無人車站。兩月台設有站內平交道連接。新車站大樓設有售票機與閘口，舊車站大樓變身成公共設施，名為「新川鎮沙龍」由自治體繼續管理。
| 月台 | 路線           | 上下行 | 方向     |
| ---- | -------------- | ------ | -------- |
| 1    | 三河線（海線） | 下行   | 知立方向 |
| 2    | 三河線（海線） | 上行   | 碧南方向 |

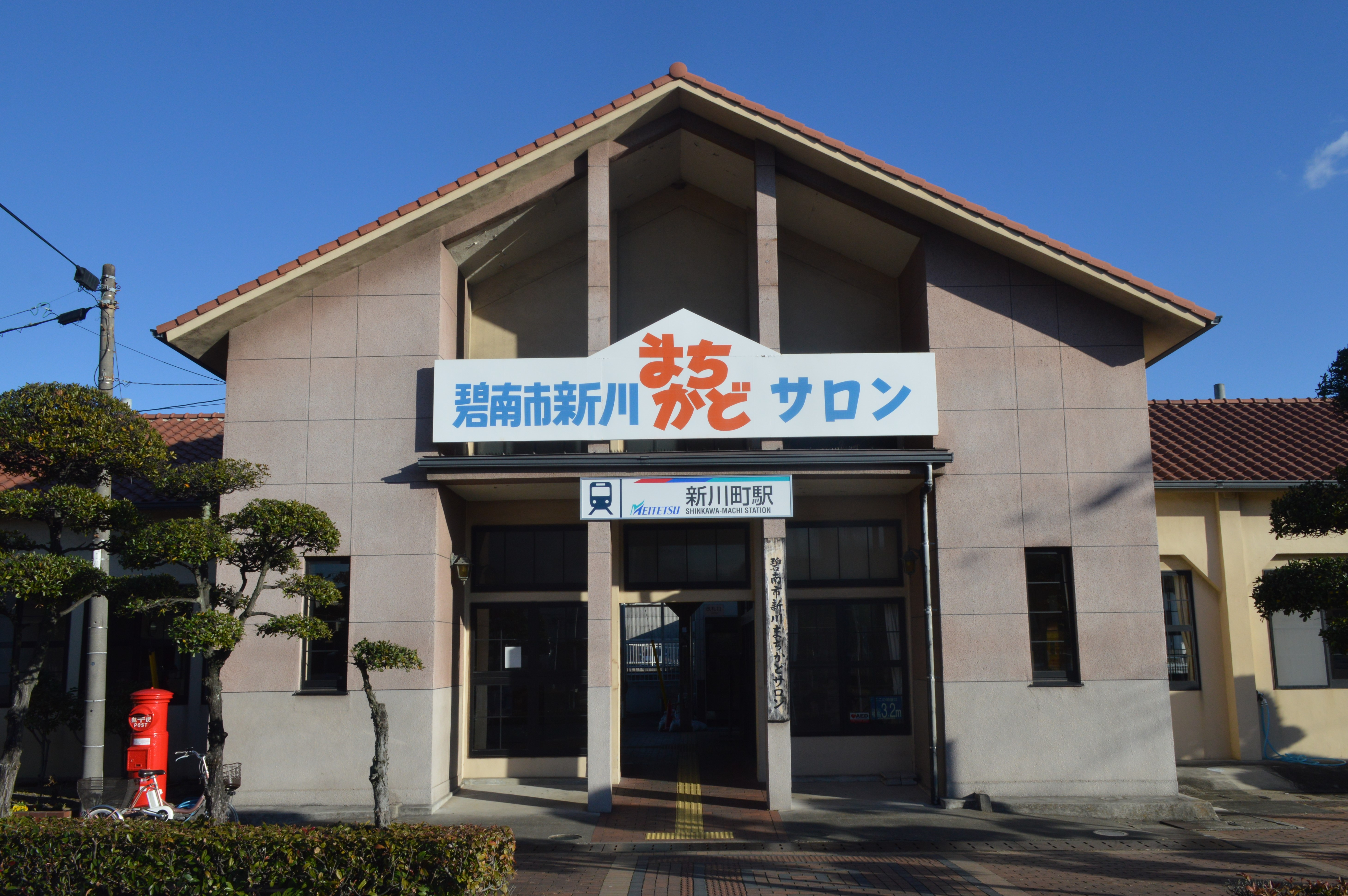
作為公共設施的舊站房 (2022年1月)
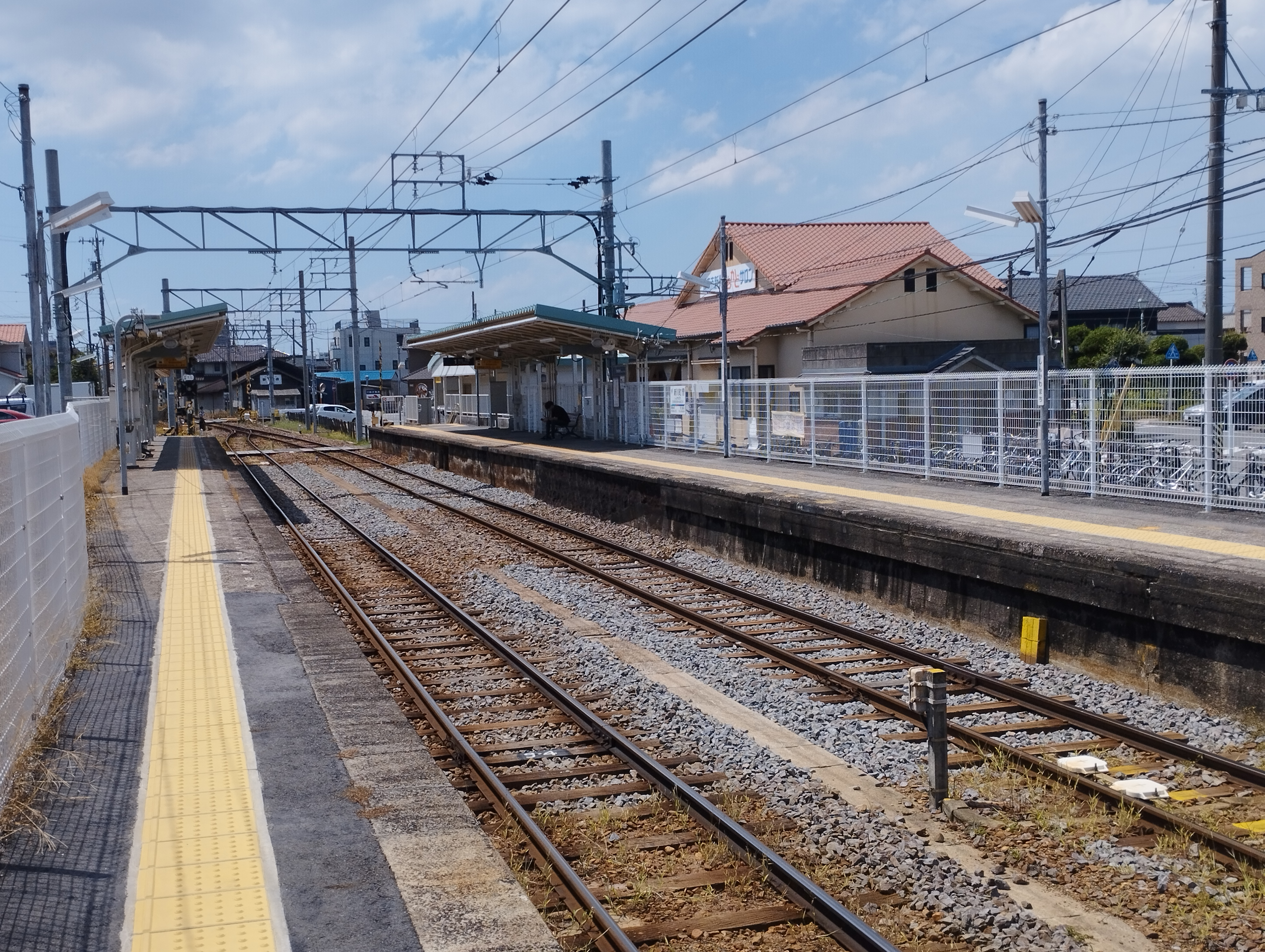
月台（2023年8月）
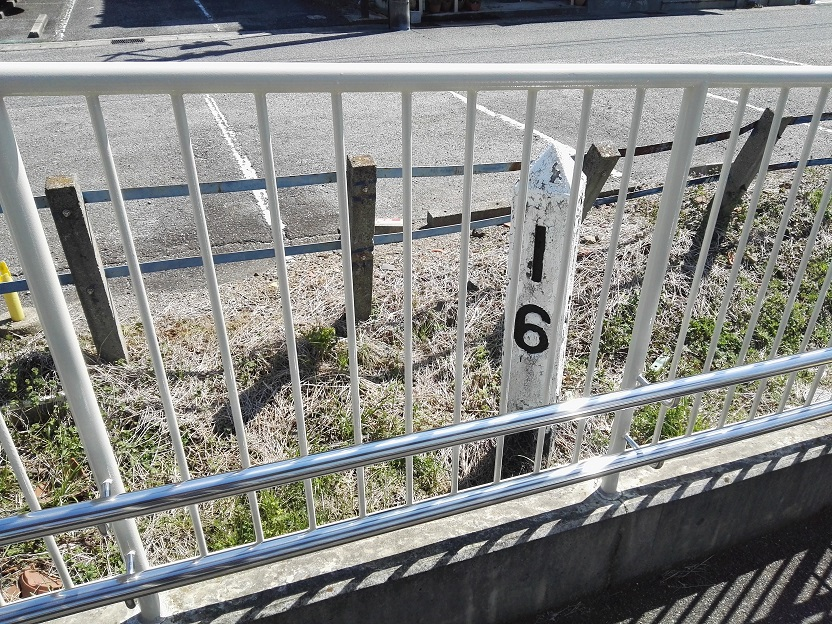
月台旁的16公里里程碑
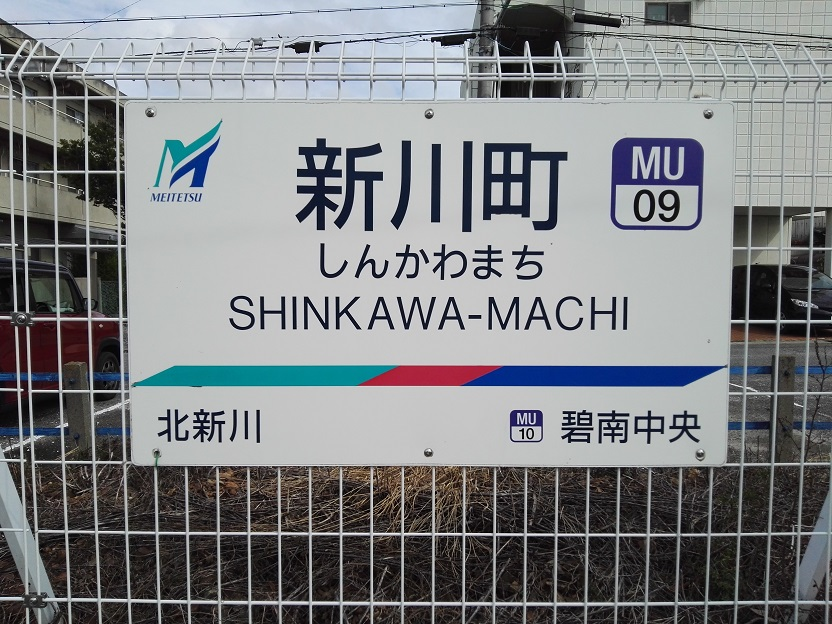
站名牌

### 配線圖
| ← 刈谷、 知立方向 | 新川町站 站內配線略圖 | → 碧南方向 |
| 图例 参考文献：   |                       |            |

## 使用狀況
- 在中提及在2013年度，當時1日平均上下車人次為1,177人，為名鐵所有車站（275站）排名第210，三河線（23站）中排名第21[10]。
- 在中提及在1992年度，當時1日平均上下車人次為1,231人，為除岐阜市內線均一車費區間內各站（岐阜市內線、田神線、美濃町線徹明町站至琴塚站之間）外名鐵所有車站（342站）中排名第207，三河線（38站）排名第21[11]。
- 在愛知縣統計資料中，2006年度1日平均乘車人次為539人，2007年度1日平均乘車人次為535人，在三河線23個車站中，排名第20。
- 在中，以下為近年1日平均上下車人次列表[12]。

| 年度               | 1日平均 上下車人次 |
| ------------------ | ------------------ |
| 2009年（平成21年） | 1,103              |
| 2010年（平成22年） | 1,106              |
| 2011年（平成23年） | 1,133              |
| 2012年（平成24年） | 1,137              |
| 2013年（平成25年） | 1,177              |
| 2014年（平成26年） | 1,168              |
| 2015年（平成27年） | 1,217              |
| 2016年（平成28年） | 1,237              |
| 2017年（平成29年） | 1,298              |
| 2018年（平成30年） | 1,298              |

## 車站周邊
- 小林記念醫院
- 國道247號（日语：国道247号）
- 碧南市立新川中學（日语：碧南市立新川中学校）
- 碧南市立新川小學（日语：碧南市立新川小学校）
- 新川神社（日语：新川神社 (碧南市)）

## 巴士路線
Kurukuru巴士
碧南市委託巴士公司運行的巴士服務。為市内巡回巴士並免費乘坐。

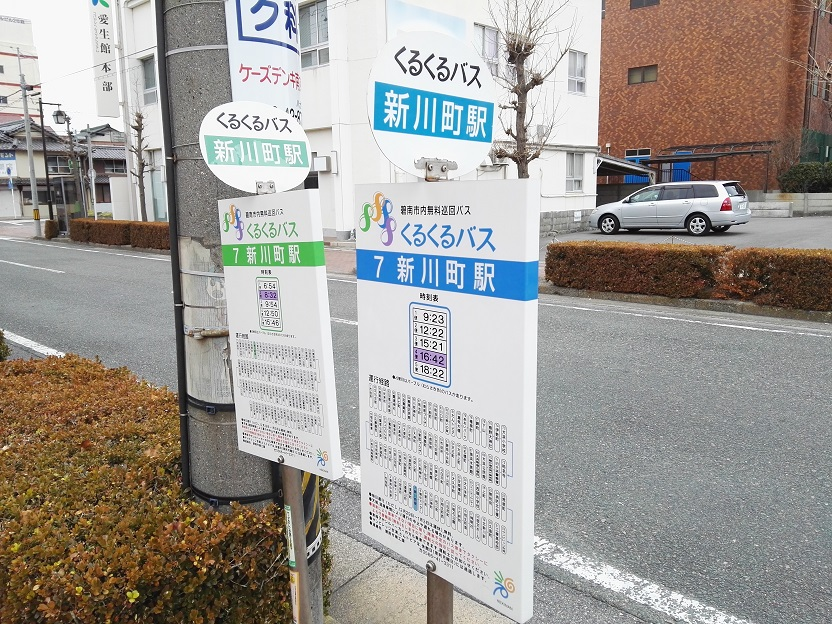
Kurukuru巴士 巴士站

## 新川口支線
新川口支線是新川町站至至新川港之間的三河線貨物支線，支線終點站為新川口站，位於新川港北岸的新川町淺間（現時為碧南市淺間町）。與大濱港大濱口支線成為三河鐵道的海運中斷據點，在1955年（昭和30年）前為獨立車站，以後改為新川町站內側線進行貨物起卸服務。

新川口支線的配線圖（1943年）
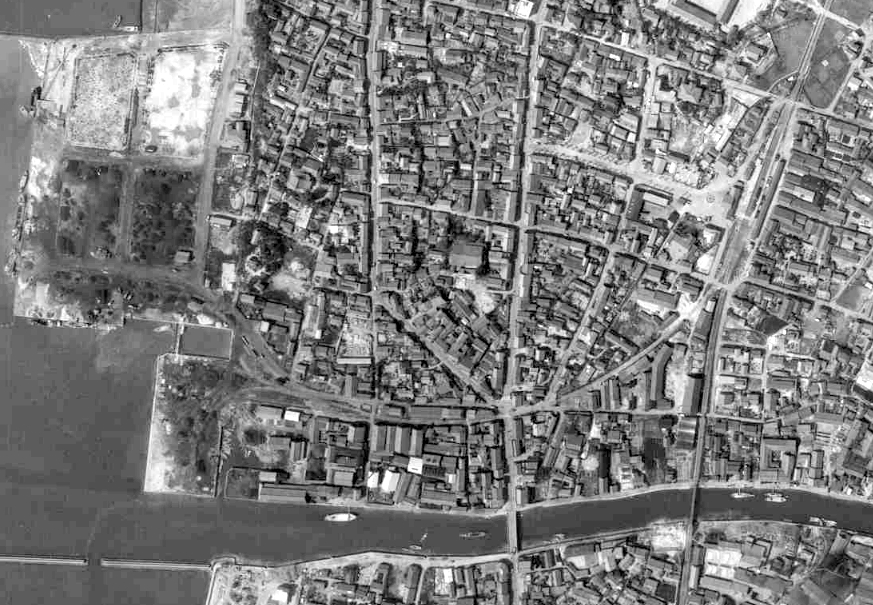
新川町站內側線時代的臨港線（1961年） 歸屬：國土交通省「國土畫像情報（航空相片）」 發布：國土地理院地圖、航空相片參閲服務 （页面存档备份，存于）
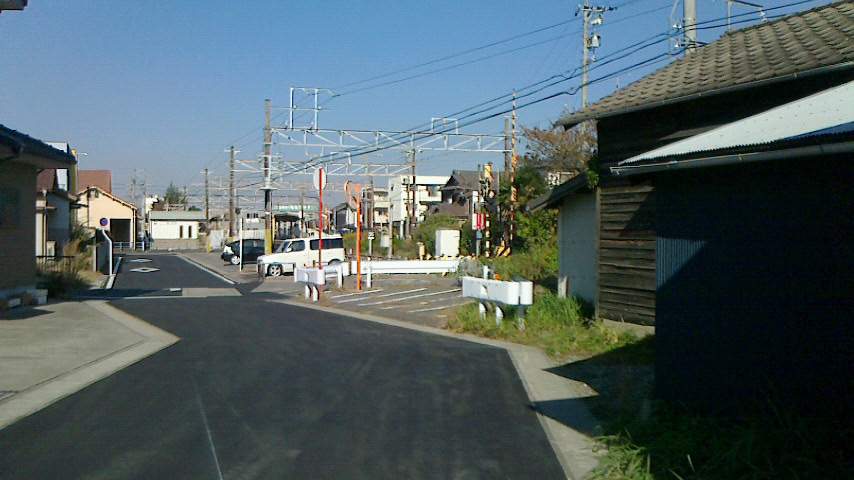
廢止後，部分新川口支線遺址成為了道路（2016年）

## 相鄰車站
名古屋鐵道
 三河線（海線）
北新川（MU08）－新川町（MU09）－碧南中央（MU10）

### 曾經存在的路線
名古屋鐵道
三河線新川口支線（1955年廢止）
新川町－新川口

## 注腳

## 外部連結
- 新川町 - 名古屋鐵道